# أغسطس هاي
أغسطس هاي هو سياسي أمريكي، ولد في 7 سبتمبر 1844 في كولومبيا في الولايات المتحدة، وتوفي في 22 سبتمبر 1927 في فانكوفر في الولايات المتحدة. انتخب عضو مجلس ولاية واشنطن ‏.